# Emilia Schüle
Emilia Schüle (Blagoveščensk, 28 novembre 1992) è un'attrice e doppiatrice tedesca.

## Biografia
Di origine russa, all'età di otto anni, ha preso corsi di danza moderna, break dance e balletto.
Nel 2005, venne presa allo Workshop Talents Getting Started per la recitazione e nello stesso anno, ha fatto parte del cast di un cortometraggio, Nichts weiter als.
Dopo diverse apparizioni nella serie TV Good Morning, Mr. Grothe e Manatu - Solo la verità ti fa risparmiare, ha ottenuto il suo primo ruolo da protagonista nel film Freche Mädchen, nel 2008. Nel 2009 ha invece recitato con Wilson Gonzalez Ochsenknecht e Jimi Blue, nel film Gangs.
Dal 2022 interpreta la regina Maria Antonietta nell'omonima serie televisiva di Canal+.

## Filmografia

### Attrice

#### Cinema
- Nichts weiter als, regia di Lars Büchel e Friederike Jehn – cortometraggio (2005)
- Guten Morgen, Herr Grothe, regia di Lars Kraume (2006)
- Manatu - Nur die Wahrheit rettet dich, regia di Edzard Onneken (2007)
- Freche Mädchen - Ragazze sfacciate (Freche Mädchen), regia di Ute Wieland (2008)
- Brüderchen und Schwesterchen, regia di Wolfgang Eissler (2008)
- Lucky Fritz, regia di Stephen Manuel (2009)
- 4 Yoginis (2009)
- Gangs, regia di Rainer Matsutani (2009)
- Rock It!, regia di Mike Marzuk (2010)
- Freche Mädchen 2, regia di Ute Wieland (2010)
- Dragon Trainer (How to Train Your Dragon) (voce) (2010)
- Aschenputtel, regia di Susanne Zanke (2010)
- Isenhart - Die Jagd nach dem Seelenfänger regia di Hansjörg Thurn (2011)
- Vermisst - Alexandra Walch, 17, regia di Andreas Prochaska (2011)
- Cuore selvaggio (In Einem Wilden Land), regia di Rainer Matsutani (2013)
- Ruby Red III - Verde smeraldo (Smaragdgrün), regia di Felix Fuchssteiner e Katharina Schöde (2016)
- LenaLove, regia di Florian Gaag (2016)
- Narciso e Boccadoro (Narziss und Goldmund), regia di Stefan Ruzowitzky (2020)
- Il profumiere (Der Parfumeur), regia di Nils Willbrandt (2022)
- Wunderschön, regia di Karoline Herfurth (2022)
- Wunderschöner, regia di Karoline Herfurth (2025)

#### Televisione
- Meine wunderbare Familie – serie TV, episodi 1x03-1x04 (2009)
- Factor 8: Pericolo ad alta quota (Faktor 8 – Der Tag ist gekommen), regia di Rainer Matsutani – film TV (2009)
- Add a Friend – serie TV, 28 episodi (2012-2014)
- Una strada verso il domani - Ku'damm 56 (Ku'damm 56) – miniserie TV, 3 puntate (2016)
- Berlin Station – serie TV, 8 episodi (2017)
- Charité – serie TV, 6 episodi (2017)
- Una strada verso il domani 2 - Ku'damm 59 (Ku'damm 59) – miniserie TV, 3 puntate (2018)
- Treadstone – serie TV, 10 episodi (2019)
- Un sogno per te (Traumafabrik), regia di Martin Schreier – film TV (2019)
- Una strada verso il domani 3 - Ku'damm 63 (Ku'damm 63) – miniserie TV, 3 puntate (2021)
- Maria Antonietta (Marie Antoinette) – serie TV (2022-in corso)

Emilia ha fatto anche diversi spot pubblicitari come Ikea, Reckitt Benckiser e telecomunicazioni.

#### Doppiatrice
- Dragon Trainer (How to Train Your Dragon), regia di Chris Sanders e Dean DeBlois (2010), voce di Astrid
- Dragon Trainer 2 (How to Train Your Dragon 2), regia di Dean DeBlois (2014)
- Gli Incredibili 2 (Incredibles 2), regia di Brad Bird (2018)
- Dragon Trainer - Il mondo nascosto (How to Train Your Dragon: The Hidden World), regia di Dean DeBlois (2019)
- Ember in Elemental, regia di Peter Sohn(2023)

## Doppiatrici italiane
Nelle versioni in italiano delle opere in cui ha recitato, Emilia Schüle è stata doppiata da:
- Veronica Puccio in Factor 8: Pericolo ad alta quota, Una strada verso il domani - Ku'damm 56, Una strada verso il domani 2 - Ku'damm 59, Una strada verso il domani 3 - Ku'damm 63
- Deborah Morese in Berlin Station
- Giulia Tarquini in Treadstone
- Letizia Ciampa in Maria Antonietta
- Virginia Brunetti ne Il profumiere

## Premi
- 2008: Nominata per il premio Ondina nel "miglior giovane attrice in un film" nel film Freche Mädchen - Ragazze sfacciate
- 2010: Nominata per il Premio New Faces per "miglior attrice giovane".[2]